# Bundestagswahlkreis Ludwigslust-Parchim II – Nordwestmecklenburg II – Landkreis Rostock I
Der Bundestagswahlkreis Ludwigslust-Parchim II – Nordwestmecklenburg II – Landkreis Rostock I (Wahlkreis 13) ist ein Wahlkreis in Mecklenburg-Vorpommern für die Wahlen zum Deutschen Bundestag. Er umfasst
- vom Landkreis Ludwigslust-Parchim die Stadt Parchim sowie die Ämter Crivitz, Eldenburg-Lübz, Goldberg-Mildenitz, Parchimer Umland, Plau am See und Sternberger Seenlandschaft
- vom Landkreis Nordwestmecklenburg die Städte Grevesmühlen und Wismar, die amtsfreie Gemeinde Insel Poel sowie die Ämter Dorf Mecklenburg-Bad Kleinen, Grevesmühlen-Land, Klützer Winkel, Neuburg und Neukloster-Warin
- vom Landkreis Rostock die Städte Bad Doberan, Kröpelin, Kühlungsborn und Neubukow, die amtsfreie Gemeinde Satow sowie die Ämter Bad Doberan-Land und  Neubukow-Salzhaff[3]

Der Wahlkreis wurde in dieser Form als Nachfolger des ehemaligen Wahlkreises 12 Wismar – Nordwestmecklenburg – Parchim zur Bundestagswahl 2013 neu zugeschnitten.

## Geschichte
Der Wahlkreis 12 Wismar – Nordwestmecklenburg – Parchim wurde im Zuge der Neuordnung der Wahlkreise in Mecklenburg-Vorpommern vor der Bundestagswahl 2002 aus Teilen der seit 1990 bestehenden Wahlkreise Wismar – Gadebusch – Grevesmühlen – Doberan – Bützow, Schwerin – Hagenow und Güstrow – Sternberg – Lübz – Parchim – Ludwigslust neu gebildet. Er umfasste die Stadt Wismar, den alten Landkreis Nordwestmecklenburg sowie den ehemaligen Landkreis Parchim. Zur Bundestagswahl 2013 gab dieser Wahlkreis den südwestlichen Teil des Landkreises Nordwestmecklenburg ab, gewann den nordwestlichen Teil des Landkreises Rostock hinzu und wurde in 12 Ludwigslust-Parchim II – Nordwestmecklenburg II – Landkreis Rostock I umbenannt.

## Wahlkreisabgeordnete
| Wahl | Abgeordneter | Abgeordneter    | Partei | Stimmen in % |
| ---- | ------------ | --------------- | ------ | ------------ |
| 2002 |              | Iris Hoffmann   | SPD    | 47,4         |
| 2005 | 37,8         | Iris Hoffmann   | SPD    |              |
| 2009 |              | Karin Strenz    | CDU    | 33,7         |
| 2013 | 43,0         | Karin Strenz    | CDU    |              |
| 2017 | 30,0         | Karin Strenz    | CDU    |              |
| 2021 |              | Frank Junge     | SPD    | 35,2         |
| 2025 |              | Christoph Grimm | AfD    | 36,9         |

## Wahlergebnisse

### Bundestagswahl 2025
| Kandidaten                                             | Kandidaten                                  | Parteien/Listen     | Erststimmen | Erststimmen | Zweitstimmen | Zweitstimmen |
| Kandidaten                                             | Kandidaten                                  | Parteien/Listen     | Stimmen     | %           | Stimmen      | %            |
| ------------------------------------------------------ | ------------------------------------------- | ------------------- | ----------- | ----------- | ------------ | ------------ |
|                                                        | Frank Michael Junge                         | SPD                 | 34.654      | 21,5        | 23.009       | 14,2         |
|                                                        | Christoph Herbert Walter Grimmgewählt im WK | AfD                 | 59.416      | 36,9        | 56.236       | 34,8         |
|                                                        | Simone Borchardt                            | CDU                 | 32.839      | 20,4        | 29.812       | 18,4         |
|                                                        | Horst Krumpen                               | Die Linke           | 18.094      | 11,2        | 17.339       | 10,7         |
|                                                        | Jens Tilo Kaufmann                          | FDP                 | 4.422       | 2,7         | 4.921        | 3,0          |
|                                                        | Sebastian Gerhard Hüller                    | GRÜNE               | 5.747       | 3,6         | 7.744        | 4,8          |
|                                                        | —                                           | Tierschutzpartei    | –           | –           | 2.238        | 1,4          |
|                                                        | Karl Wilhelm Kessner                        | FREIE WÄHLER        | 6.054       | 3,8         | 1.875        | 1,2          |
|                                                        | —                                           | Volt                | –           | –           | 997          | 0,6          |
|                                                        | —                                           | MLPD                | –           | –           | 99           | 0,1          |
|                                                        | —                                           | BÜNDNIS DEUTSCHLAND | –           | –           | 461          | 0,3          |
|                                                        | —                                           | BSW                 | –           | –           | 16.992       | 10,5         |
| Gesamt                                                 | Gesamt                                      | Gesamt              | 161.226     | 100         | 161.723      | 100          |
|                                                        |                                             |                     |             |             |              |              |
| Ungültige Stimmen                                      | Ungültige Stimmen                           | Ungültige Stimmen   | 1.663       | 1,0         | 1.166        | 0,7          |
| Wähler                                                 | Wähler                                      | Wähler              | 162.889     | 80,5        | 162.889      | 80,5         |
| Wahlberechtigte                                        | Wahlberechtigte                             | Wahlberechtigte     | 202.444     |             | 202.444      |              |
|                                                        |                                             |                     |             |             |              |              |
| Quellen: Die Bundeswahlleiterin, Kandidaten – Ergebnis |                                             |                     |             |             |              |              |

### Bundestagswahl 2021
| Direktkandidat(in)       | Partei           | Erststimmen in % | Zweitstimmen in % |
| ------------------------ | ---------------- | ---------------- | ----------------- |
| Simone Borchardt         | CDU              | 18,2             | 17,1              |
| Andreas-Michael Mrachacz | AfD              | 17,2             | 17,1              |
| Judith Keller            | LINKE            | 10,4             | 10,4              |
| Frank Junge              | SPD              | 35,2             | 32,5              |
| Daniel Bohl              | FDP              | 7,2              | 8,1               |
| Martin Mölau             | GRÜNE            | 5,7              | 7,0               |
| -                        | Tierschutzpartei | -                | 1,8               |
| -                        | NPD              | -                | 0,6               |
| -                        | Die PARTEI       | -                | 0,7               |
| Torsten Neitzel          | FREIE WÄHLER     | 2,5              | 1,7               |
| -                        | MLPD             | -                | 0,0               |
| -                        | ÖDP              | -                | 0,1               |
| Stephanie Zajonc         | dieBasis         | 1,9              | 1,8               |
| -                        | DKP              | -                | 0,1               |
| -                        | Die Humanisten   | -                | 0,1               |
| -                        | PIRATEN          | -                | 0,4               |
| -                        | Team Todenhöfer  | -                | 0,2               |
| -                        | Volt             | -                | 0,2               |
| Rainer Löwe              | Einzelbewerber   | 1,8              | -                 |

### Bundestagswahl 2017
Zur Bundestagswahl 2017 am 24. September wurden 8 Direktkandidaten und 13 Landeslisten zugelassen:
| Direktkandidat(in)      | Partei           | Erststimmen in % | Zweitstimmen in % |
| ----------------------- | ---------------- | ---------------- | ----------------- |
| Karin Strenz            | CDU              | 30,0             | 33,7              |
| Horst Krumpen           | LINKE            | 16,2             | 16,8              |
| Frank Junge             | SPD              | 24,0             | 17,4              |
| Christoph Grimm         | AfD              | 17,4             | 17,7              |
| Claudia Schulz          | GRÜNE            | 4,0              | 3,8               |
| Rainer Schütt           | NPD              | 0,9              | 1,1               |
| Chris Rehhagen          | FDP              | 5,7              | 6,2               |
| Gustav Graf von Westarp | Freie Wähler     | 1,8              | 0,8               |
| ‒                       | MLPD             | ‒                | 0,1               |
| ‒                       | BGE              | ‒                | 0,2               |
| ‒                       | ÖDP              | ‒                | 0,1               |
| ‒                       | Die PARTEI       | ‒                | 0,8               |
| ‒                       | Tierschutzpartei | ‒                | 1,2               |

Fett markiert sind alle gewählten Bewerber.

### Bundestagswahl 2013
Die Bundestagswahl 2013 am 22. September hatte folgendes Ergebnis:
| Direktkandidat          | Partei          | Erststimmen in % | Zweitstimmen in % |
| ----------------------- | --------------- | ---------------- | ----------------- |
| Karin Strenz            | CDU             | 43,0             | 42,1              |
| Martina Bunge           | DIE LINKE       | 22,9             | 21,3              |
| Frank Junge             | SPD             | 22,8             | 19,7              |
| René Domke              | FDP             | 1,6              | 2,2               |
| Ulrike Seemann-Katz     | GRÜNE           | 3,4              | 4,0               |
| Stefan Köster           | NPD             | 3,2              | 2,6               |
| Dennis Klüver           | PIRATEN         | 2,2              | 1,6               |
| ‒                       | MLPD            | ‒                | 0,1               |
| ‒                       | REP             | ‒                | 0,1               |
| ‒                       | AfD             | ‒                | 5,3               |
| ‒                       | pro Deutschland | ‒                | 0,2               |
| Gustav Graf von Westarp | FREIE WÄHLER    | 1,0              | 0,8               |

### Bundestagswahl 2009
Die Bundestagswahl 2009 hatte folgendes Ergebnis:
| Direktkandidat      | Partei                | Erststimmen in % | Zweitstimmen in % |
| ------------------- | --------------------- | ---------------- | ----------------- |
| Karin Strenz        | CDU                   | 33,7             | 32,9              |
| Martina Bunge       | Die Linke             | 30,1             | 28,5              |
| Stephan Bliemel     | SPD                   | 20,5             | 18,6              |
| Martin Broziat      | FDP                   | 7,4              | 9,5               |
| Ulrike Seemann-Katz | Bündnis 90/Die Grünen | 4,8              | 5,3               |
| Stefan Köster       | NPD                   | 3,0              | 2,8               |
| Lutz Kind           | Einzelbewerber        | 0,5              | -                 |
| –                   | Piraten               | –                | 2,0               |
| –                   | MLPD                  | –                | 0,2               |
| -                   | REP                   | -                | 0,1               |